# Партизанське кіно
"Партизанське" кіно — відноситься до форми незалежного кінематографу, характеризується низькими бюджетами і простим використанням реквізиту — все, що доступно. Часто сцени знімаються швидкоруч без зазделегідь підготованих локацій, без жодного попередження і без отримання дозволу від власників локацій.
"Партизанське" кіно зазвичай робиться незалежними режисерами (independent filmmakers), тому що у них немає бюджету, щоб отримати дозвіл, орендувати місця, або побудувати дорогі локації. Більші і «мейнстрімні» кіностудії, як правило, уникають "партизанської" тактики кіно через ризик пред'явлення позову, штрафування або пошкодження їх репутації.
"Партизанське кіно рухається пристрастю з будь-якими підручними засобами, які є під рукою."